# Jon Steinbrecher
Jon A. Steinbrecher ist ein US-amerikanischer Sportfunktionär. Er ist seit 2009 Commissioner der Mid-American Conference (MAC).

## Karriere
1983 erlangte Steinbrecher seinen Bachelor of Science für Sportunterricht und Journalismus an der Valparaiso University, 1984 machte er seinen Master in Sportverwaltung an der Ohio University und 1989 erhielt er seinen Doktor für Sportunterricht in der Sportverwaltung an der Indiana University. Im Anschluss arbeitete er in der Sportverwaltung der Houston Baptist University, Indiana University und am Davidson College, ehe er zur Mid-Continent Conference wechselte. Dort war er anfangs Direktor für Kommunikation, Direktor für Kommunikation und Marketing und Assistenzcommissioner. Im November 1994 wurde er zum Commissioner der Conference ernannt. 1999 wurde er der erste nicht-Division-I-A Commissioner der zum Präsident der Collegiate Commissioner’s Association gewählt wurde. 2003 wurde er der Commissioner der Ohio Valley Conference (OVC). Dort verhalf er der Conference zu mehr Zeit im nationalen Fernsehen, indem er mit ESPN einen 5-Jahres-Vertrag abschloss. 2007 wurde er in die NCAA Division I Men's Basketball Academic Enhancement Group berufen. Im September begann er eine dreijährige Amtszeit im NCAA Division I Legislative Council, wo er zum stellvertretenden Vorsitzenden gewählt wurde.
Am 16. März 2009 wurde Steinbrecher zum Commissioner der Mid-American Conference gewählt. Obwohl er einen 5-Jahres-Vertrag erhielt, wurde sein Vertrag bereits 2011 vorzeitig um 2 Jahre verlängert. Im Juni 2015 erhielt er eine Vertragsverlängerung bis 2020. Auch der MAC verhalf er zu neuen Fernsehverträgen, unter anderem mit ESPN und CBS. Zudem verhalf er der Conference im Football zu zusätzlichen Bowl-Zuweisungen. Steinbrecher verhalf der Conference vor allem dadurch zum Erfolg, indem er mehr Footballspiele innerhalb der Conference in der Wochenmitte austragen ließ.